# Surte (przystanek kolejowy)
Surte (szwedzki: Surte station) – przystanek kolejowy w Surte, w Gminie Ale, w regionie Västra Götaland, w Szwecji. Znajduje się na Vänerbanan i jest obsługiwana przez pociągi podmiejskie Göteborgs pendeltåg, kursujące między Göteborgiem i Älvängen. Przystanek został oddany do użytku w grudniu 2012 roku.

## Linie kolejowe
- Vänerbanan